# 니캅

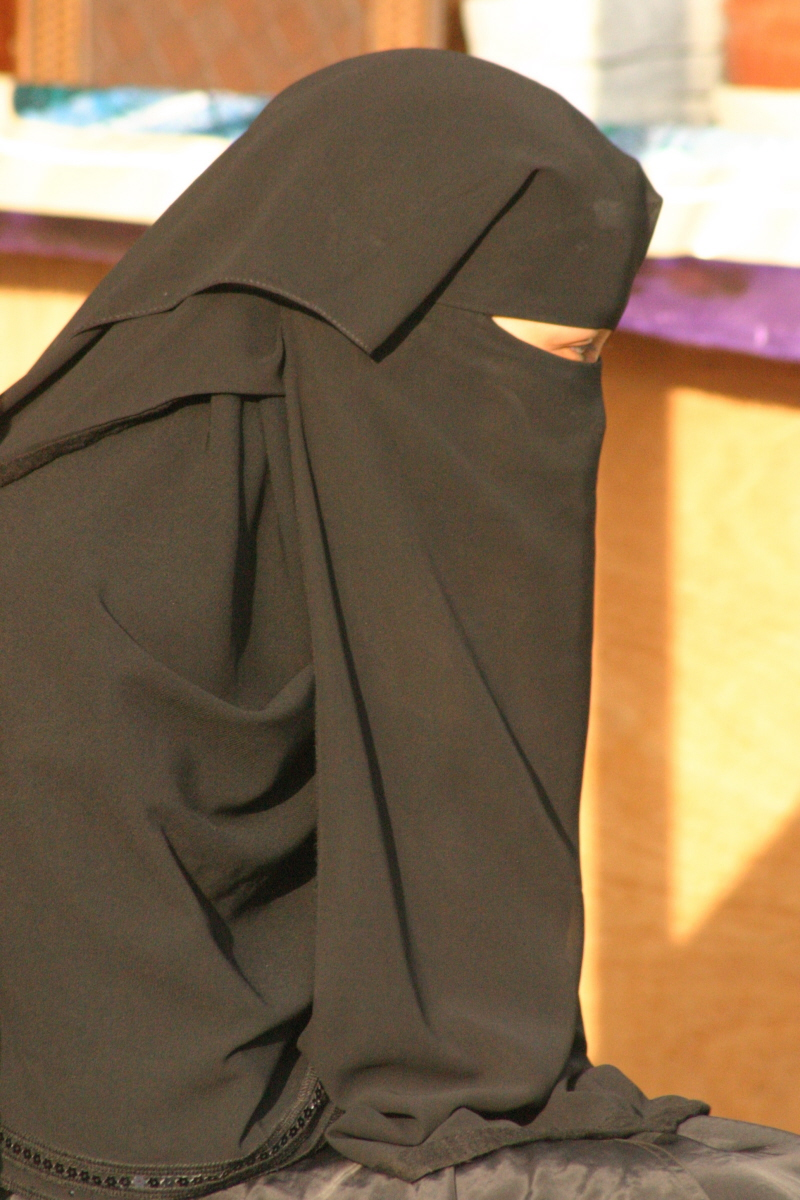
니캅을 착용한 사우디아라비아인 여성

니캅(아랍어: نقاب)은 일부 이슬람 여성의 얼굴을 덮는 의복이다. 특히 한발리파의 전통을 따르는 무슬림 여성들이 공공장소나 성인 남성들 앞에서 착용한다.
사우디아라비아, 예멘, 오만, 아랍에미리트 등 아라비아 반도에 위치한 아랍 국가에서 착용한다. 또한 소말리아, 시리아, 아프가니스탄, 파키스탄, 방글라데시, 팔레스타인, 이란의 남부 지방과 같이 이슬람교 국가에서 착용하기도 한다. 그렇지만 사람의 얼굴과 구별하기 어렵기 때문에 테러에 악용되기도 한다.

## 같이 보기
- 부르카
- 차도르
- 히잡
- 아바야
- 퍼다